# Уртадо, Луис (футболист)
Луис Альфонсо Уртадо Осорио (исп. Luis Alfonso Hurtado Osorio; род. 24 января 1994, Кали) — колумбийский футболист, вратарь.

## Карьера

### Клубная карьера
Воспитанник клуба «Депортиво Кали». В 2012 году в составе его молодёжной команды стал победителем чемпионата Колумбии среди 19-летних.
На взрослом уровне начал выступать в 2013 году в составе «Депортиво Кали». Дебютный матч сыграл в Кубке Колумбии 9 мая 2013 года против «Америка де Кали», и сохранил ворота в неприкосновенности (1:0). В чемпионате Колумбии дебютировал 23 марта 2014 года в матче против «Индепендьенте Медельин». Также в 2014 году участвовал в матчах Южноамериканского кубка и Кубка Либертадорес.
В 2015 году, после того как клуб приобрёл на позицию вратаря уругвайца Эрнесто Эрнандеса, Уртадо потерял место в основе. За следующие полтора сезона колумбиец сыграл лишь 8 матчей в чемпионате страны и в 2015 году стал чемпионом турнира Апертура. Летом 2016 года Уртадо был отдан в аренду в клуб второго дивизиона «Атлетико» (Кали).

### Карьера в сборной
Выступает за сборные Колумбии младших возрастов, начиная с 15 лет. В 2009 году участвовал в чемпионате Южной Америки среди 15-летних, а в 2010 году стал победителем турнира ODESUR среди 17-летних.
В 2011 году участвовал в чемпионате Южной Америки среди 17-летних, считался вторым вратарём сборной после Карлоса Москеры и сыграл на турнире лишь один матч, против Бразилии (1:5).
В 2013 году вызывался в молодёжную (U20) сборную, принимал участие в молодёжном чемпионате Южной Америки, где стал чемпионом. Большую часть турнира был дублёром Кристиана Бонильи и сыграл только в одном матче, против Парагвая. Был вторым вратарём своей сборной на Турнире в Тулоне, где сыграл один матч, и молодёжном чемпионате мира, где ни разу не вышел на поле.
В 2016 году участвовал в матчах плей-офф за попадание на Олимпиаду, но в обеих играх против сборной США остался запасным. Включён в состав участников финального турнира Олимпиады в Рио-де-Жанейро.
В марте 2016 года тренер главной сборной Колумбии Хосе Пекерман вызывал Уртадо на тренировочный сбор национальной команды.